# The Ultimate (álbum de Grace Jones)
The Ultimate es un álbum recopilatorio de Grace Jones, publicado por Island Records en los Países Bajos en 1993.

## Lista de canciones
1. "Slave to the Rhythm" (Editada en 7") (Bruce Woolley, Simon Darlow, Stephen Lipson, Trevor Horn) - 4:22
  - Versión original en el álbum Slave to the Rhythm (1985)
2. "Nipple to the Bottle" (Grace Jones, Sly Dunbar) - 5:55
  - Del álbum Living My Life (1982)
3. "My Jamaican Guy" (Grace Jones) - 6:00
  - Del álbum Living My Life (1982)
4. "Walking in the Rain" (Harry Vanda, George Young) - 4:18
  - Del álbum Nightclubbing (1981)
5. "La Vie en Rose" (Édith Piaf, Marcel Louigny) - 7:25
  - Del álbum Portfolio (1977)
6. "The Fashion Show" (Bruce Woolley, Simon Darlow, Stephen Lipson, Trevor Horn) - 4:05
  - Del álbum Slave to the Rhythm (1985)
7. "I've Seen That Face Before (Libertango)" (Astor Piazzolla, Barry Reynolds, Dennis Wilkey, Nathalie Delon) - 4:29
  - Del álbum Nightclubbing (1981)
8. "Do or Die" (Editada en 7") (Jack Robinson, James Bolden) - 3:22
  - Versión original en el álbum Fame (1978)
9. "I Need A Man" (Paul Slade, Pierre Papadiamondis) - 3:22
  - Del álbum Portfolio (1977)
10. "Private Life" (Versión Larga Original) (Chrissie Hynde) - 6:19
  - Del álbum Warm Leatherette (1980)
11. "Love is the Drug" (Versión Larga Original) (Bryan Ferry, Andy Mackay) - 8:41
  - Del álbum Warm Leatherette (1980)
12. "Pull Up to the Bumper" (Koo Koo Baya, Grace Jones, Dana Mano) - 4:40
  - Del álbum Nightclubbing (1981)
13. "Use Me" (Bill Withers) - 5:04
  - Del álbum Nightclubbing (1981)
14. "Warm Leatherette" (Versión Larga Original) (Daniel Miller) - 5:38
  - Del álbum Warm Leatherette (1980)